# Élder Torres
Elder Eduardo Torres Guatemala (La Ceiba, 14 aprile 1995) è un calciatore honduregno, centrocampista svincolato.

## Carriera

### Club
Ha giocato nella massima serie del campionato honduregno con il Vida.

### Nazionale
Ha preso parte al campionato nordamericano di calcio Under-20 2015 e al campionato mondiale di calcio Under-20 2015.
Ha preso parte inoltre ai Giochi olimpici del 2016 in Brasile, fino al raggiungimento finale per il terzo posto persa per 3-2 contro la Nigeria.